# Ронкадор (риф)
Ронкадор (Канделярія) (англ. Roncador Reef) — риф в Тихому океані. Адміністративно входить до складу провінції Малаїта меланезійської держави Соломонові Острови. Географічно розташований між рифом Онтонг-Джава і островом Санта-Ісабель з архіпелагу Соломонових островів.
Риф було відкрито 1 лютого 1658 року іспанською експедицією Альваро Менданья де Нейри та Педро Сарм'єнто де Гамбоа.